# Iisakki Mylläri
Isak „Iisakki” Mylläri (ur. 15 grudnia 1894 w Wyborgu, zm. 23 października 1967) – fiński zapaśnik. Olimpijczyk z Paryża 1924, gdzie zajął czwarte miejsce w wadze półciężkiej, w stylu wolnym.
Mistrz kraju w stylu klasycznym w 1925; trzeci w 1917. Pierwszy w stylu wolnym w 1923, 1925 i 1928; drugi w 1924 roku. 

## Letnie Igrzyska Olimpijskie 1924
| Konkurencja       | Rundy eliminacyjne | Rundy eliminacyjne      | Klas. końcowa |
| Konkurencja       | 1/8                | 1/4                     | Miejsce       |
| ----------------- | ------------------ | ----------------------- | ------------- |
| 87 kg styl wolny. | Victor Lay (GBR) Z | Rudolf Svensson (SWE) P | 4.            |